# 대한민국 형사소송법 제154조
대한민국 형사소송법 제154조는 구내증인의 소환에 대한 형사소송법의 조문이다.

## 조문
제154조(구내증인의 소환) 증인이 법원의 구내에 있는 때에는 소환함이 없이 신문할 수 있다.

第154條(構內證人의 召喚) 證人이 法院의 構內에 있는 때에는 召喚함이 없이 訊問할 수 있다.

## 참고 문헌
- 손동권 신이철, 새로운 형사소송법(초판, 2013), 세창, 2013. ISBN 9788984114081

## 같이 보기
- 증인